# Castello Besozzi
Il Castello Besozzi era un'antica fortezza, posta nel comune di Besozzo su di uno sperone roccioso che garantiva un'ottima visibilità su tutta la valle del Bardello. Rimaneggiato a partire dal sec. XV, è oggi suddiviso in due dimore signorili, il Palazzo Besozzi Cadario e il Palazzo Besozzi Adamoli. Della rocca originaria restano la massiccia torre e parti della cinta muraria che delimitava la parte superiore della collina.

## Storia
Si suppone che il primitivo nucleo fortificato risalga al VII sec d.C.. Il castello crebbe di importanza nei secoli successivi, in particolare dopo che i Besozzi entrarono nella nobiltà lombarda, alleandosi con i Visconti per la conquista del Ducato di Milano dal 1277. Il castello comprendeva anche la chiesa di Santa Maria in castro, di cui sopravvive la sola torre ed alcuni frammenti architettonici.
A partirte dal Cinquecento inizia la ricostruzione del castello, in particolare della porzione nord che oggi costituisce il Palazzo Besozzi Cadario, così detto dal nome della famiglia che lo possedette dal XIX secolo, della quale si ricorda Gaetano Cadario, medico combattente della seconda guerra d'indipendenza.
Il palazzo Besozzi Adamoli, derivato dalla trasformazione della porzione sud del castello, mostra esternamente un notevole portale in serizzo di fattura rinascimentale, mentre il cortile conserva l'aspetto settecentesco. Fu residenza di Giulio Adamoli, celebre patriota risorgimentale, che ospitò nel castello Giuseppe Mazzini e Giuseppe Garibaldi il 30 maggio 1862, poco prima della partenza per la spedizione dell'Aspromonte.

## Galleria d'immagini

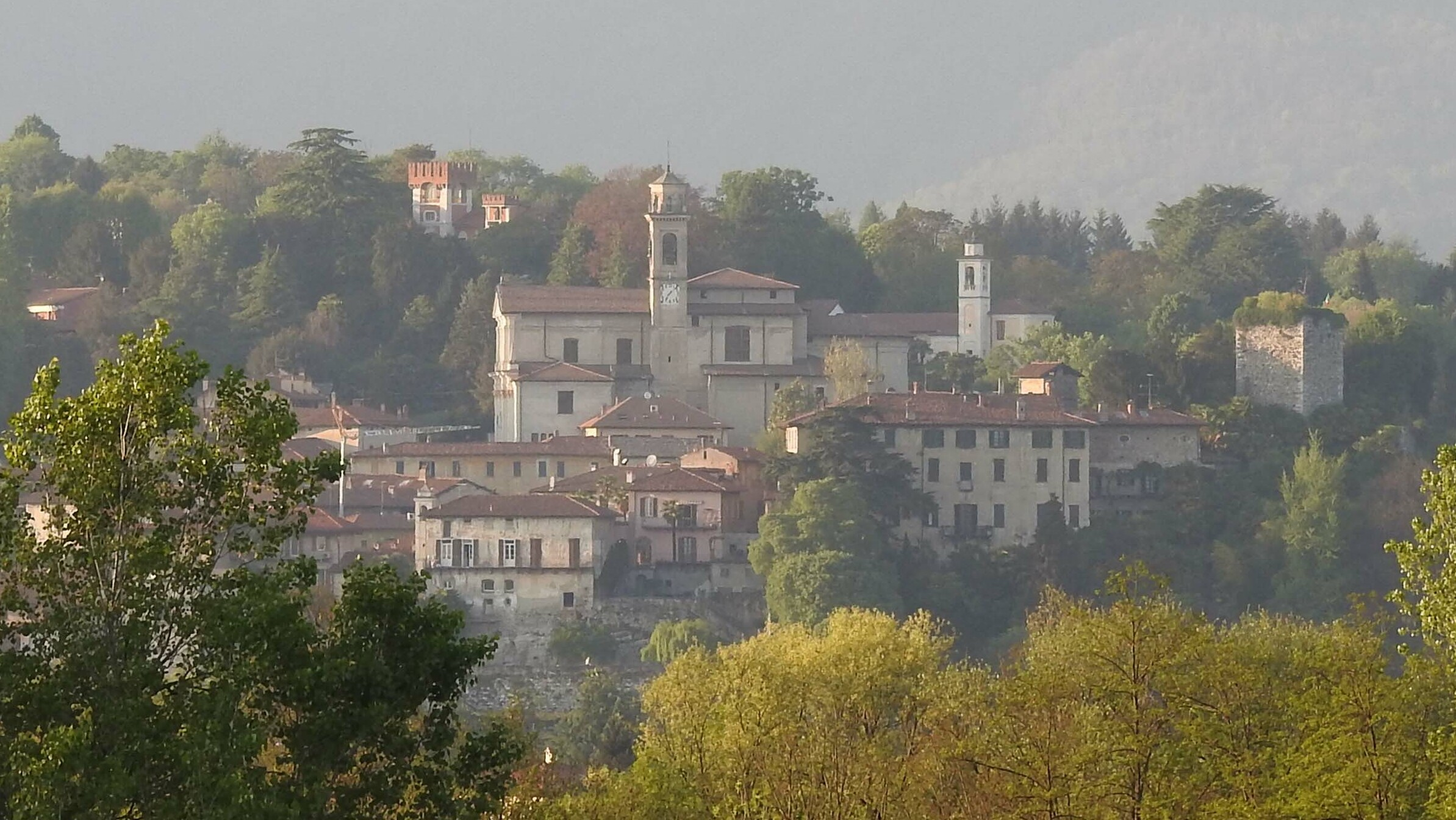
veduta di besozzo alta con il castello all'estrema destra
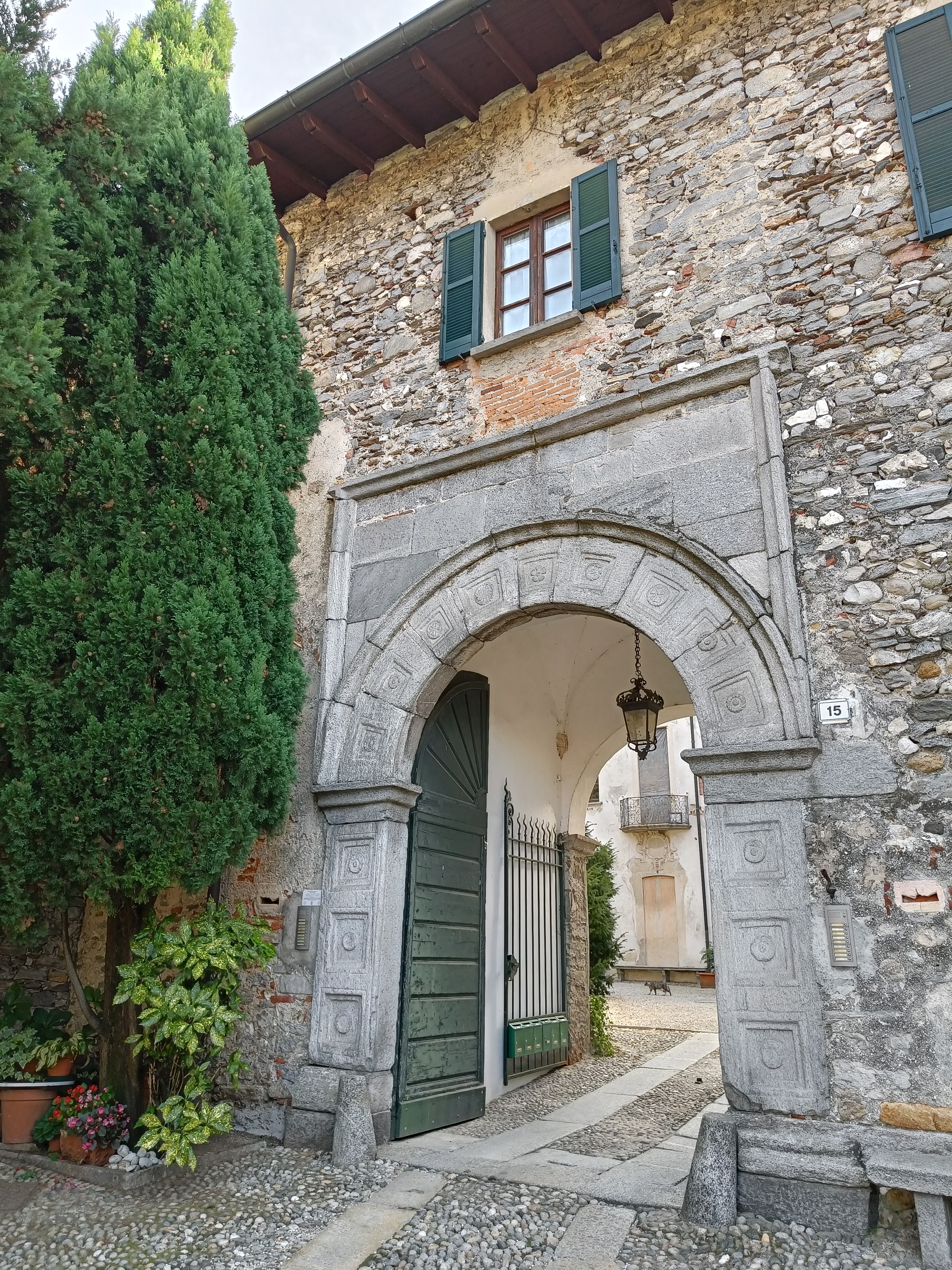
Ingresso di Palazzo Besozzi Adamoli
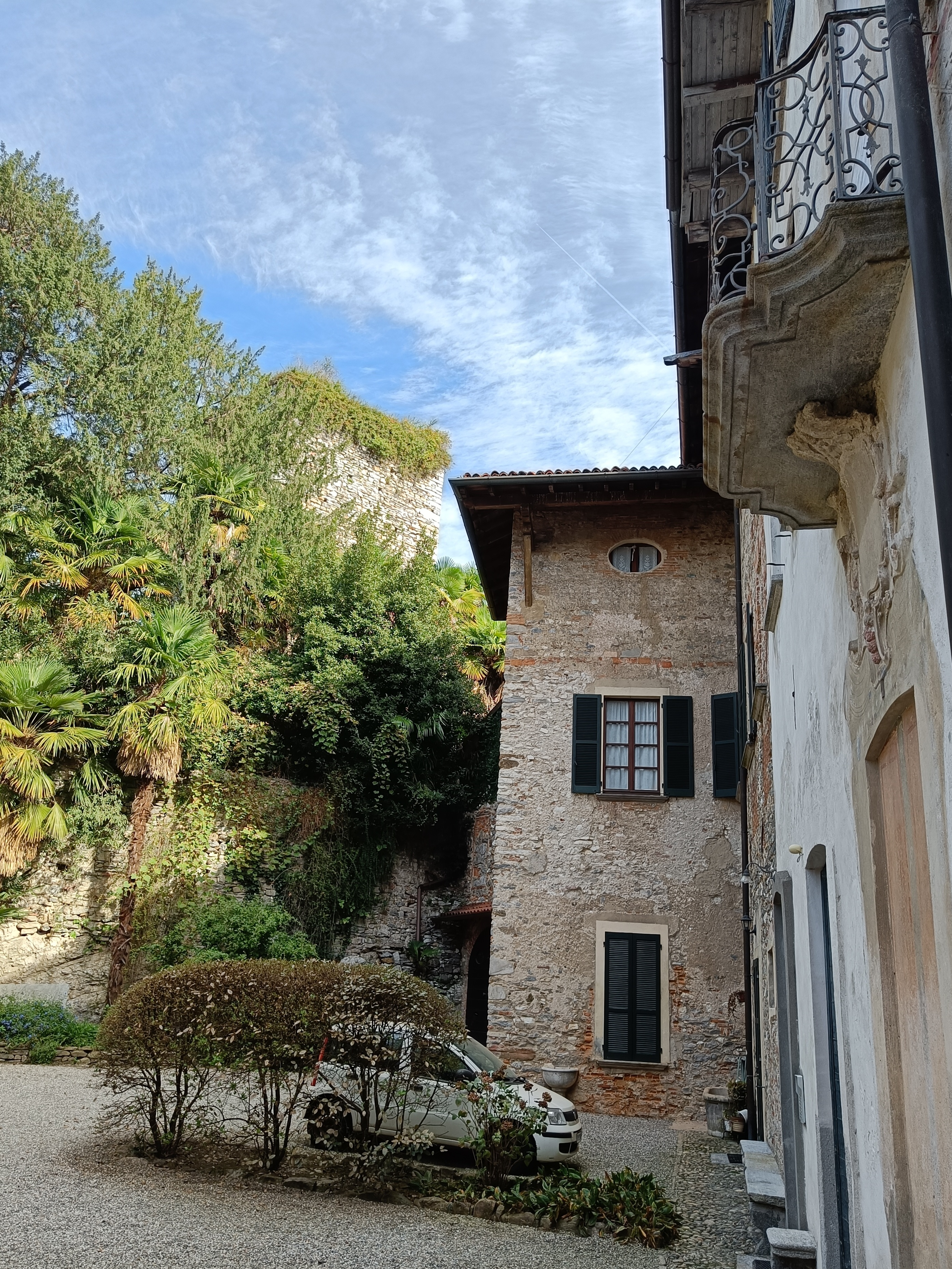
Corte di Palazzo Besozzi Adamoli  con l'antico torrione medioevale in pietra
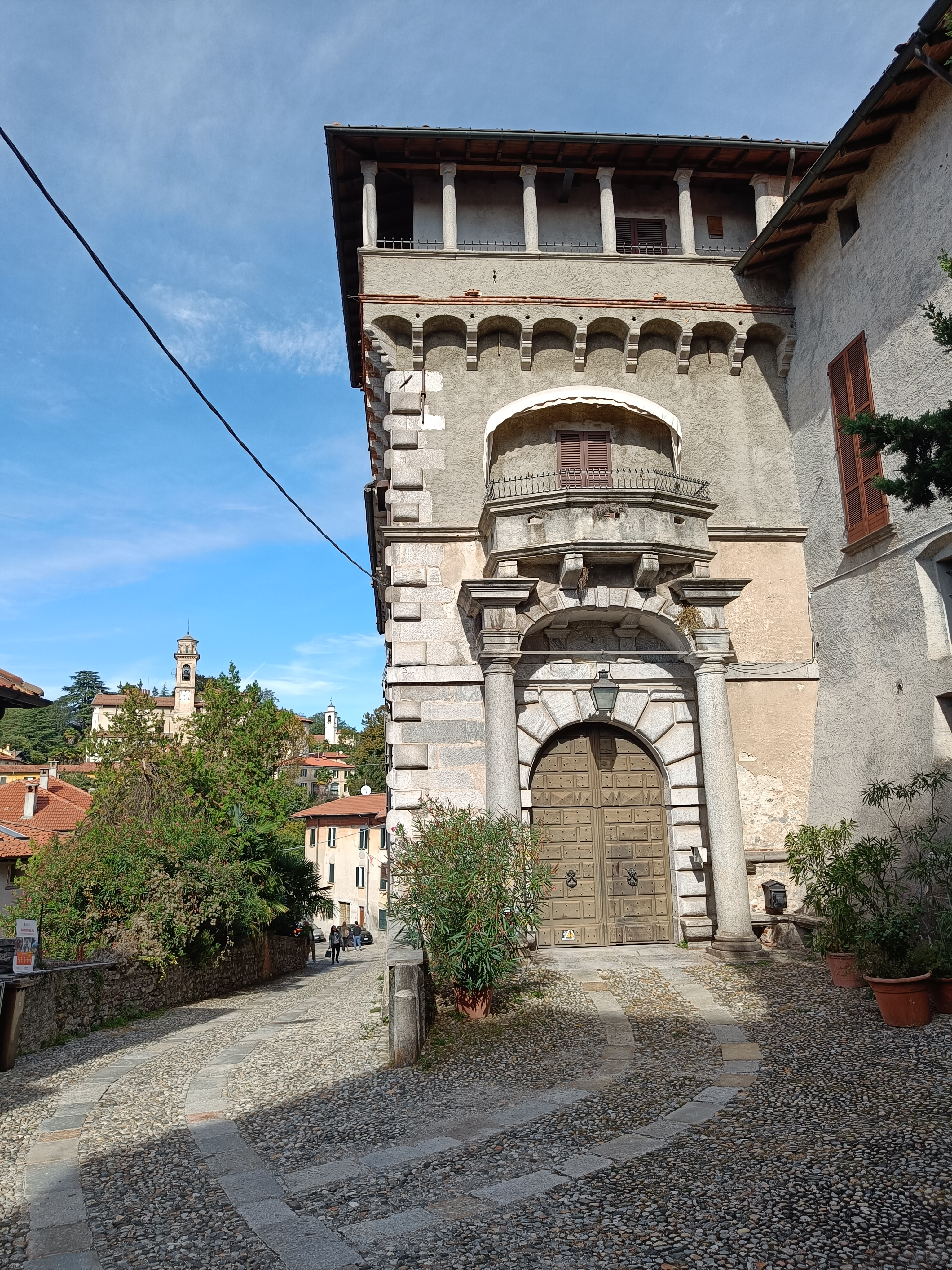
ingresso di Palazzo Besozzi Cadario